# Firlingane
Die Firlingane (norwegisch für Vierlinge) sind eine Gruppe von vier Nunatakkern im ostantarktischen Königin-Maud-Land. Im Gebirge Sør Rondane ragen sie zwischen dem Bulken und dem Hesteskoen auf.
Norwegische Kartografen, die auch die deskriptive Benennung vornahmen, kartierten sie 1957 anhand von Luftaufnahmen, welche die United States Navy im Rahmen der Operation Highjump (1946–1947) erstellt hatten.